# 正觉寺 (北京宝产胡同)

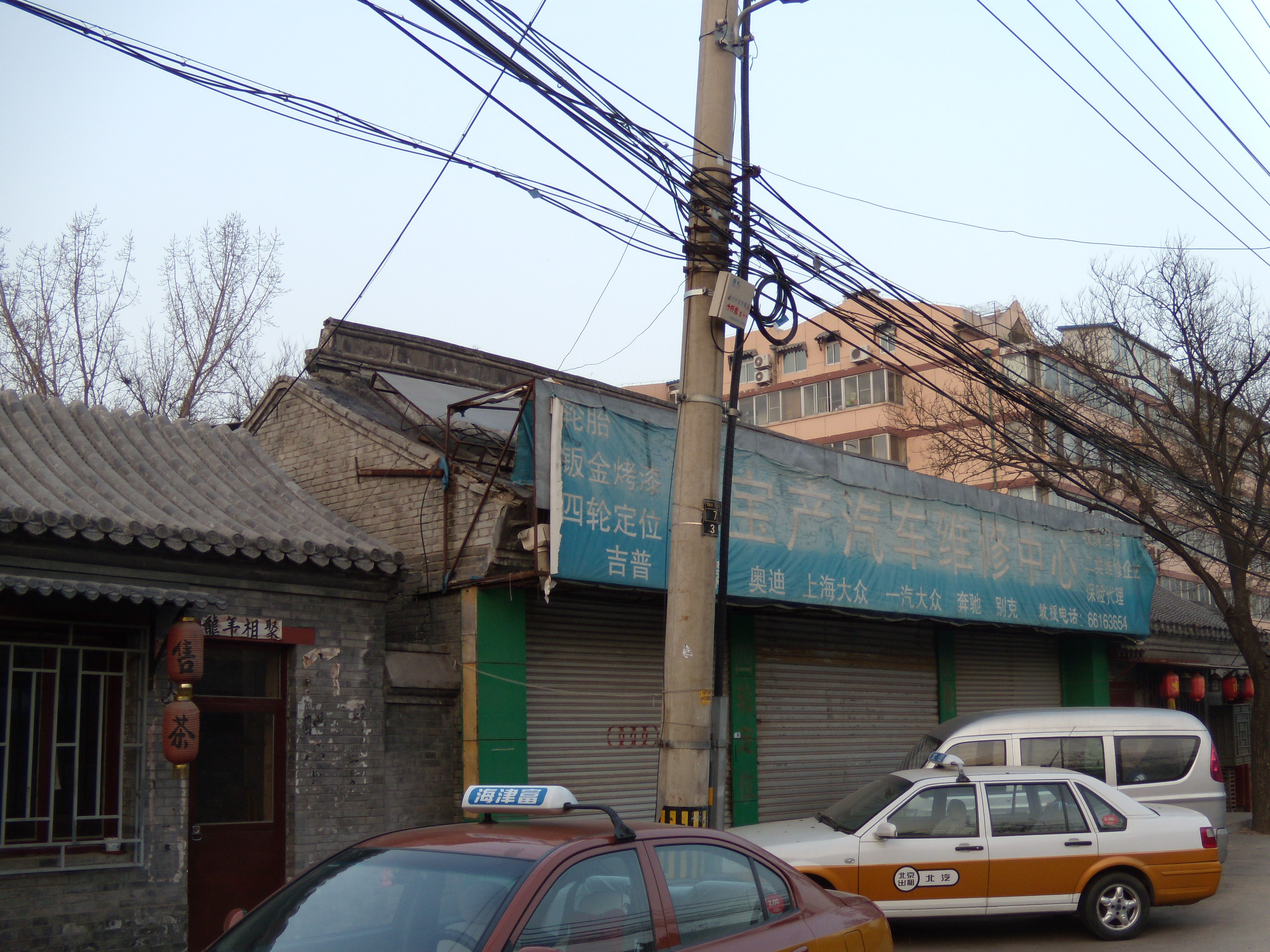
正觉寺山门。远处黄色楼房为宝禅寺旧址

正觉寺，位于中国北京市西城区宝产胡同19号，是一座汉传佛教寺院。现为西城区普查登记文物。

## 历史
正觉寺始建于明朝成化十一年（1475年），原名“正法寺”。清朝乾隆二十一年（1756年）改称“正觉寺”。
《钦定日下旧闻考·卷五十二·城市内城西城三 》载：
原：正法寺、宝禅寺俱在河漕西，有勅建碑。（明《顺天府志》）臣等谨按：宝禅寺在宝禅寺胡衕，明尚书万安、学士彭华、尚书甘为霖三碑今并存寺中。本朝康熙年间大学士明珠、乾隆年间大学士公傅恒先后修葺立碣以纪其事。正法寺在宝禅寺西，乾隆二十一年官因其旧修葺之，改额曰“正觉”。明孝宗、武宗二碑俱存，为内官黄高立者，既乖褒予之义，而辞复甚俚，今槪不録。
如今，该寺山门被改建为“宝产汽车维修中心”。其余殿宇也遭损毁。